# 里利夫灣
75°13′S 163°45′E / 75.217°S 163.750°E
里利夫灣（英語：Relief Inlet），是南極洲的海灣，位於維多利亞地的斯科特海岸，處於特拉諾瓦灣西南端，由英國探險隊命名，現時由南極條約體系管理。